# Nambung National Park
Nambung National Park är en park i Australien. Den ligger i delstaten Western Australia, omkring 160 kilometer nordväst om delstatshuvudstaden Perth. Arean är 184 kvadratkilometer.
Trakten runt Nambung National Park är nära nog obefolkad, med mindre än två invånare per kvadratkilometer.. Närmaste större samhälle är Cervantes, omkring 15 kilometer nordväst om Nambung National Park. 
Omgivningarna runt Nambung National Park är i huvudsak ett öppet busklandskap. Genomsnittlig årsnederbörd är 632 millimeter. Den regnigaste månaden är juli, med i genomsnitt 125 mm nederbörd, och den torraste är december, med 12 mm nederbörd.